# Грюнвальд (Бавария)
Грю́нвальд (нем. Grünwald, бав. Greawoid) — община в Германии, в земле Бавария. По уровню цен на недвижимость считается одним из самых дорогих районов Германии. Является самой богатой коммуной Баварии.
Подчиняется административному округу Верхняя Бавария. Входит в состав района Мюнхен. Население составляет 11 057 человек (на 31 декабря 2010 года). Занимает площадь 7,63 км².
Коммуна подразделяется на 6 сельских округов.

## История

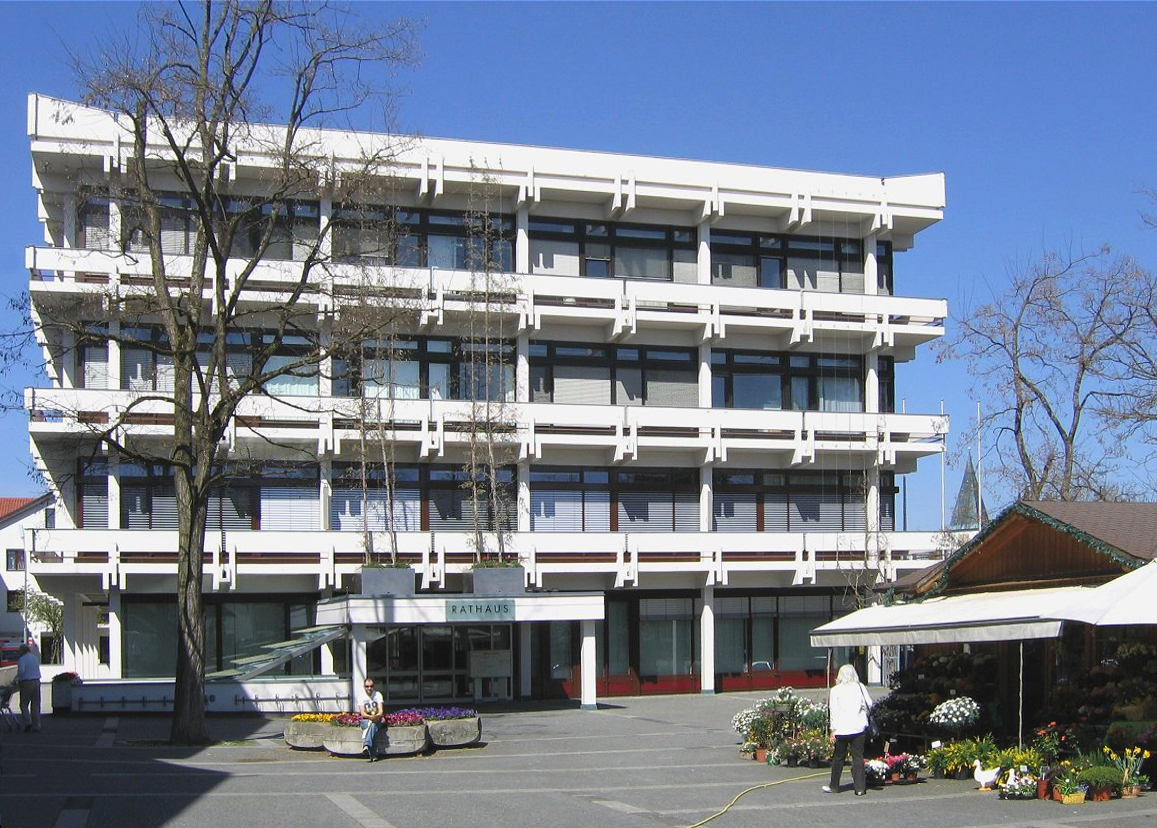
Местная ратуша

### Бронзовый век икультура полей погребальных урн
Уже в Бронзовом веке (2000—1000 до н. э.) местность вокруг современного Грюнвальда была заселена. Свидетельствами этого времени являются находки характерных урн и таких бронзовых предметов, как ножи, украшения и вазы, которые сегодня выставлены в местной ратуше.

### Германцы, кельты и римляне
В этом районе насчитывалось множество римских, германских и кельтских поселений, так как ранее здесь находился брод через Изар. Ранняя история Грюнвальда тесно связана с римской дорогой, ведущей из Зальцбурга через Розенхайм и Оберхахинг к реке Изар. Южнее у русла Изара в конце третьего и начале четвёртого века находилось укреплённое поселение.

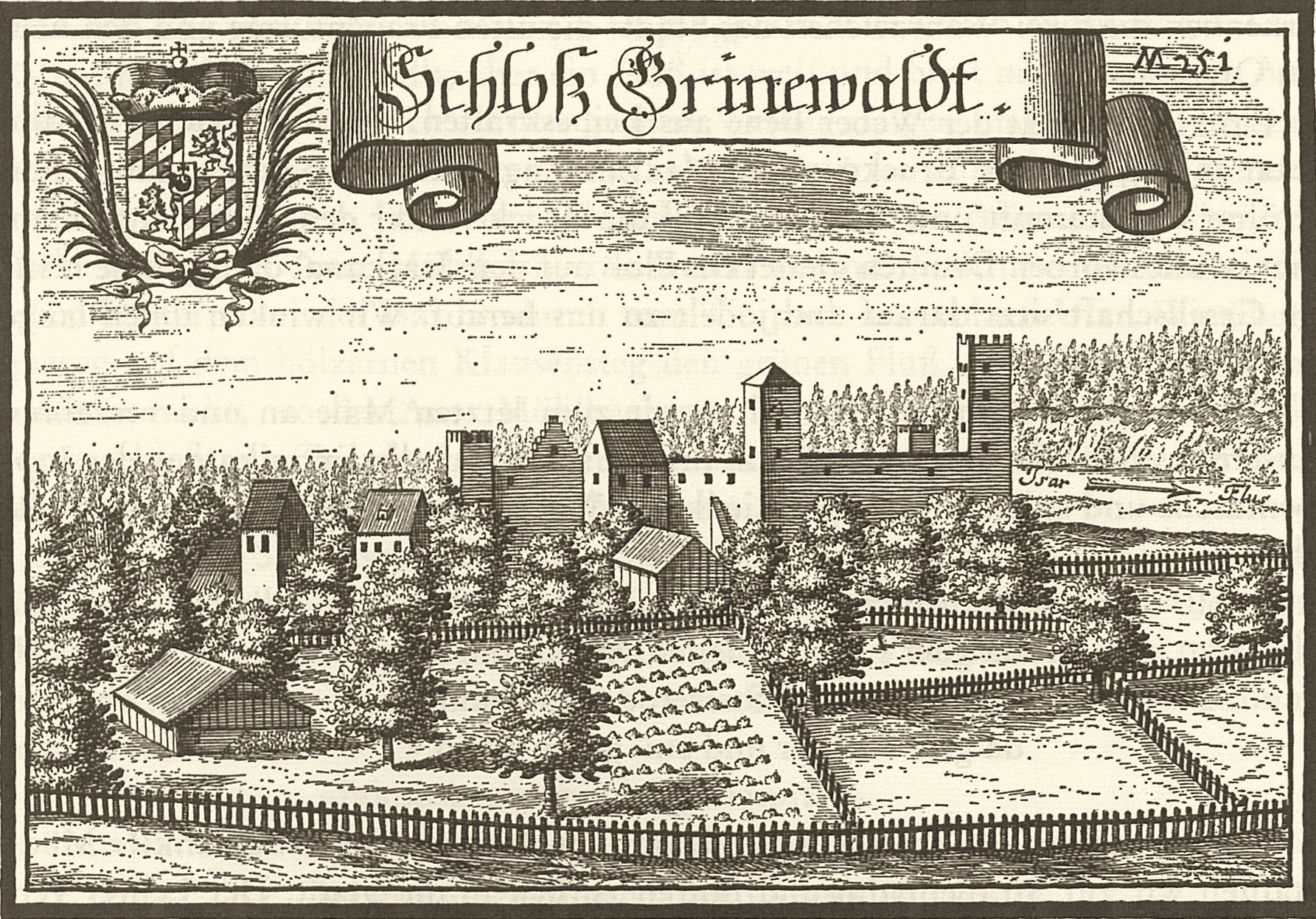
Замок Грюнвальд, около 1700

### Средневековье
Название Грюнвальда происходит от одного крестьянского поселения дербольфингеров, которое в 1048 году было упомянуто в записях монастыря Тегернзее под названием «Derbolvinga». Тогда дербольфингерами назывались министериалы Андексских графов. Центральная площадь Грюнвальда напоминает о старом названии поселения. С переходом селения под контроль Виттельсбахов появляется новое название «Groinwalde». В это же время оно входит в состав Курфюршества Баварии.
С 1288 года Derbolvinga (или Derbolfing) стал называться Грюнвальдом. Причиной для смены названия поселения послужило строительство замка, которое началось в конце XIII века по приказу Людвига II. В этом замке проживала его супруга Матильда Габсбург — дочь Рудольфа I. Людвиг IV бывал здесь, навещая свою мать.

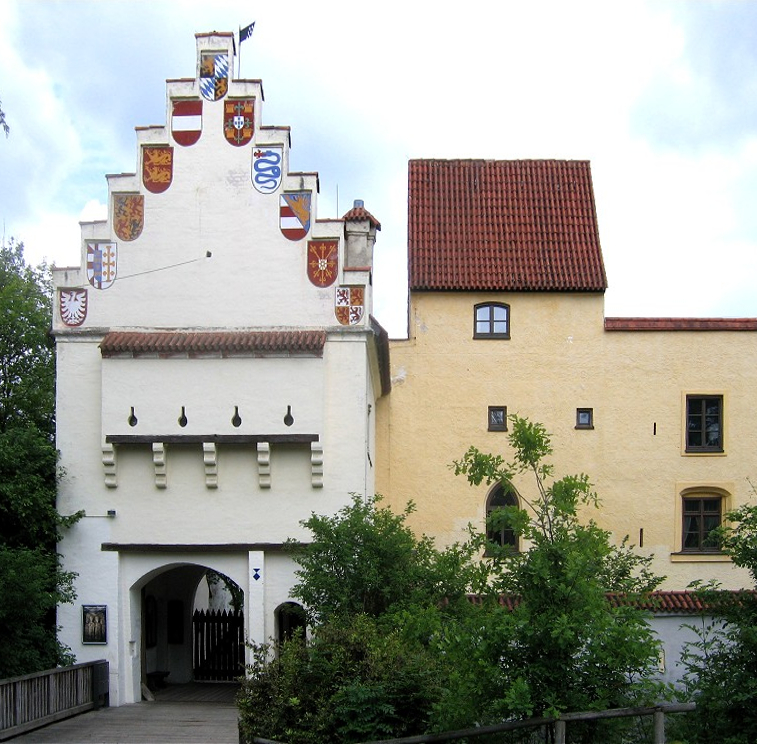
Входные ворота в замок

Когда курфюрст Баварии Максимилиан II, участник Османских войн в Европе, перестал бывать в замке и начал отдавать предпочтение дворцам Шлайсхайм, Нимфенбург и замку Дахау, замок пришел в запустение и начал использоваться как тюрьма для дворянства и пороховой склад вплоть до 1799 года, когда было принято решение о его закрытии.
В 1879 году замок был выкуплен архитектором Паулем Циллером за 10 600 марок.
Замок и сегодня считается символом коммуны. Долго служивший баварским герцогам охотничьим поместьем, он размещает в себе на сегодняшний день музей.

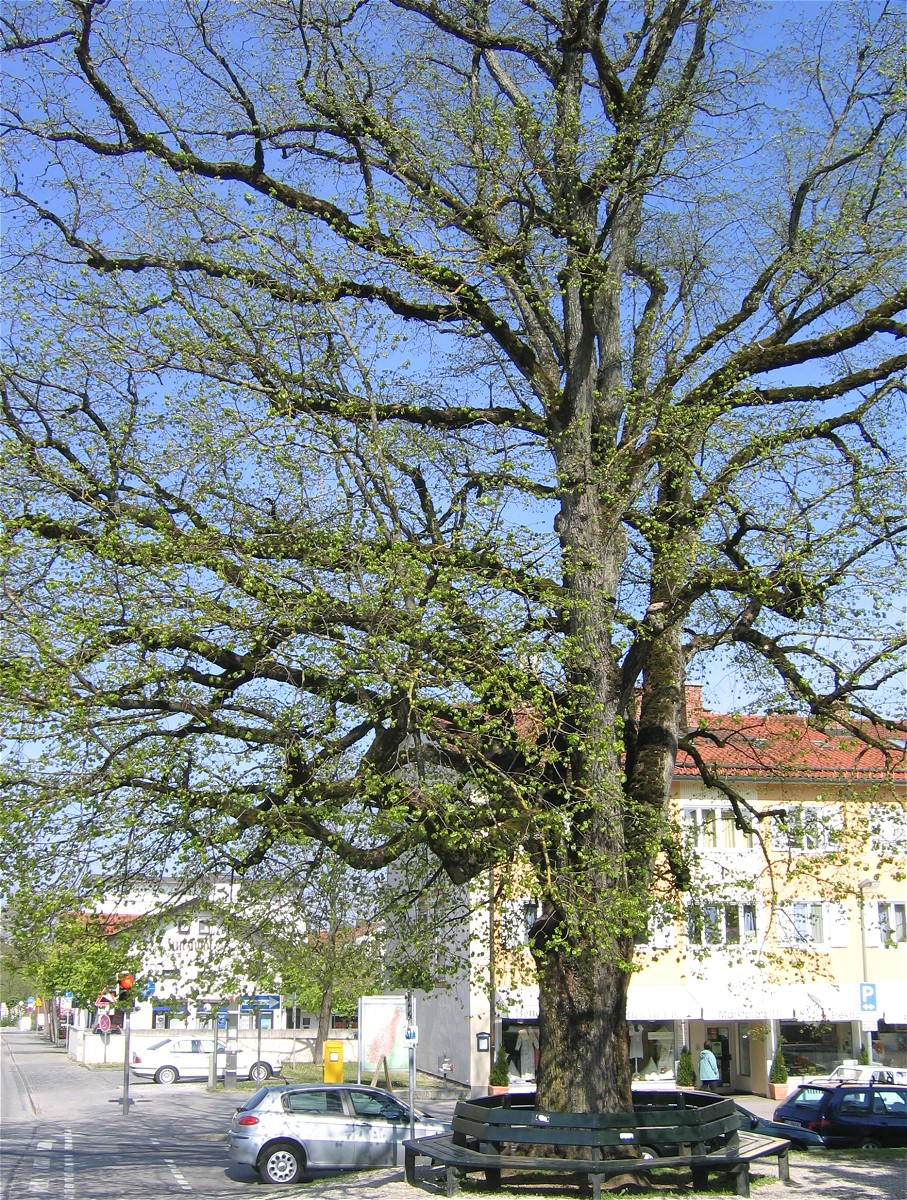
«Verfassungslinde»

### XIX век
Во время реформ управления в Баварии приказом от 1818 года Грюнвальд становится коммуной. На центральной площади поселения с 1808 года растёт знаменитая Липа конституции (Verfassungslinde).

### XX век
В начале двадцатого века Грюнвальд все еще оставался небольшой фермерской деревней. В 1904 году был открыт мост через реку Изар, который соединил Грюнвальд с коммуной Пуллах-им-Изарталь. В 1945 году в последние дни войны мост был взорван, но уже к 1949 году он был восстановлен в своём первоначальном виде.
Большим событием в истории Грюнвальда стало открытие новой трамвайной линии Мюнхен-Грюнвальд 13 августа 1910 года. Это дало большой толчок к развитию поселения, так как связь с большим городом повышала мобильность местных жителей и делала этот район более привлекательным. Численность населения сильно возросла. Грюнвальд, сочетая в себе концепцию города-сада и близость к столице Баварии, почти сразу же стал очень престижным районом.

## Население
| Год  | Численность | Численность   |
| ---- | ----------- | ------------- |
| 1875 | 301         | [ 7 ]         |
| 1925 | 1238        | [ 8 ]         |
| 1950 | 5094        | [ 9 ]         |
| 1970 | 7895        | [ 10 ] [ 11 ] |
| 1975 | 8808        | [ 12 ]        |
| 1987 | 8894        | [ 13 ]        |
| 2010 | 11 057      |               |
| 2011 | 10 732      | [ 10 ]        |
| 2012 | 10 915      | [ 14 ]        |
| 2013 | 11 086      | [ 10 ] [ 14 ] |
| 2014 | 11 014      | [ 14 ]        |
| 2015 | 11 342      | [ 14 ]        |
| 2016 | 11 122      | [ 14 ]        |
| 2017 | 11 127      | [ 14 ] [ 1 ]  |
| 2019 | 11 139      | [ 15 ]        |
| 2021 | 11 287      | [ 16 ]        |
| 2022 | 11 382      | [ 17 ]        |
| 2023 | 11 442      | [ 2 ]         |